# Стефан Курч
Стефан Казімеж Курч (пол. Stefan Kazimierz Kurcz, 1618—1702) — державний діяч Речі Посполитої.

## Життєпис
Походив з білоруського шляхетського роду Курчів гербу Радван. Син Станислава курча та Дороти Путяти. Народився у 1618 році в Кодені. У 1650 році призначено войським Лідського повіту.
Обіймав посади лісничого канявського і дубицького. У 1665 році стає підкоморієм Лідським. Підтримував партію магнатського роду Сапіг. 1668 року призначено каштеляном Берестя. 1669 році брав участь в елекційному сеймі, де було обрано королем Міхала Вишневецького.
У 1672 році стає воєводою берестейським та сенатором Речі Посполитої. 1674 року обрано виборцем від берестейського воєводство на елекційний сейм, де було обрано королем Яна Собеського. На посаді воєводи значно збільшив кількість маєтності у власності.
1677 році призначено маршалком Головного трибуналу Великого князівства Литовського. Того ж року від імені Сенату призначено до Податкового трибуналу Великого князівства Литовського. 1685 року звів в маєтку Валевки домініканський клаштор й уніацьку церкву.
Помер у 1702 році, перебуваючи на посаді берестейського воєводи.

## Родина
Дружина — Яна Петроніла, донька Миколи Пія Сапіги, віленського каштеляна.
Діти:
- Ян
- Францишек
- Теодора
- Софія